# Daporijo
Daporijo är en ort i Indien.   Den ligger i distriktet Upper Subansiri och delstaten Arunachal Pradesh, i den östra delen av landet, 1 700 km öster om huvudstaden New Delhi. Daporijo ligger 237 meter över havet och antalet invånare är 15 468.
Terrängen runt Daporijo är bergig åt nordväst, men åt sydost är den kuperad. Daporijo ligger nere i en dal. Runt Daporijo är det glesbefolkat, med 15 invånare per kvadratkilometer. Det finns inga andra samhällen i närheten. I omgivningarna runt Daporijo växer i huvudsak städsegrön lövskog.